# Budweiser/G.I. Joe's 200 1997
Budweiser/G.I. Joe's 200 1997 var den nionde deltävlingen i 1997 års CART World Series. Loppet kördes den 22 juni på Portland International Raceway, och blev ett klassiskt race, där de tre första förarna Mark Blundell, Gil de Ferran och Raul Boesel alla gick i mål sida vid sida och med 0.055 sekunders marginal mellan de tre förarna, på en upptorkande bana. De Ferran hade regndäck på sin bil, medan Blundell och Boesel hade betydligt bättre grepp i sina slicks. De Ferran ledde ut ur sista kurvan, men fick inte samma effekt i accelerationen över mållinjen, vilket gav Blundell segern. Segermarginalen mellan vinnaren Blundell och tvåan de Ferran var 0.027 sekunder. Målgången var den tätaste någonsin mellan tre förare i CART:s historia.

## Slutresultat
| Plats | Förare                | Team                     | Grid | Kvaltid  |
| ----- | --------------------- | ------------------------ | ---- | -------- |
| 1     | Mark Blundell         | PacWest Racing           | 11   | 1.00,158 |
| 2     | Gil de Ferran         | Walker Racing            | 2    | 59,443   |
| 3     | Raul Boesel           | Patrick Racing           | 14   | 1.00,249 |
| 4     | Christian Fittipaldi  | Newman/Haas Racing       | 3    | 59,758   |
| 5     | Greg Moore            | Forsythe Racing          | 9    | 1.00,107 |
| 6     | Maurício Gugelmin     | PacWest Racing           | 4    | 59,860   |
| 7     | Paul Tracy            | Marlboro Team Penske     | 13   | 1.00,245 |
| 8     | Michael Andretti      | Newman/Haas Racing       | 6    | 59,951   |
| 9     | Parker Johnstone      | Team KOOL Green          | 19   | 1.01,400 |
| 10    | Adrián Fernández      | Tasman Motorsports       | 16   | 1.01,295 |
| 11    | Alex Zanardi          | Chip Ganassi Racing      | 7    | 1.00,021 |
| 12    | Michel Jourdain Jr.   | Payton/Coyne Racing      | 22   | 1.01,941 |
| 13    | André Ribeiro         | Tasman Motorsports       | 20   | 1.01,472 |
| 14    | Richie Hearn          | Della Penna Motorsports  | 24   | 1.02,118 |
| 15    | Hiro Matsushita       | Arciero-Wells Racing     | 27   | 1.02,707 |
| 16    | Patrick Carpentier    | Bettenhausen Motorsports | 23   | 1.02,021 |
| 17    | Scott Pruett          | Patrick Racing           | 1    | 59,383   |
| 18    | Arnd Meier            | Payton/Coyne Racing      | 28   | 1.03,553 |
| 19    | Jimmy Vasser          | Chip Ganassi Racing      | 8    | 1.00,024 |
| 20    | P.J. Jones            | All American Racing      | 18   | 1.01,398 |
| 21    | Bryan Herta           | Team Rahal               | 12   | 1.00,229 |
| 22    | Juan Manuel Fangio II | All American Racing      | 17   | 1.01,380 |
| 23    | Gualter Salles        | Davis/Craig Racing       | 21   | 1.01,537 |
| 24    | Bobby Rahal           | Team Rahal               | 10   | 1.00,152 |
| 25    | Al Unser Jr.          | Marlboro Team Penske     | 15   | 1.00,627 |
| 26    | Dario Franchitti      | Hogan Racing             | 5    | 59,876   |
| 27    | Christian Danner      | Payton/Coyne Racing      | 26   | 1.02,466 |
| 28    | Max Papis             | Arciero-Wells Racing     | 25   | 1.02,299 |